# 兹德内克·齐格勒
兹德内克·齐格勒（Zdeněk Ziegler, 1932年10月27日—2023年4月18日），為著名图形艺术家、字体设计师和平面设计师。

## 生平
1932年出生在捷克斯洛伐克的首都布拉格，他曾就读于布拉格捷克技术大学（1955-1961）的建筑学院。自1990年在布拉格建筑，艺术和设计学院任教（2000-2003年任校长）。他是AGI会员，捷克TDC会员。兹德内克·齐格勒1962年至1989年期间创作了274幅电影海报。令人敬佩的不仅是他作品的高产量，更难能可贵的是他的作品始终保持高质量（没有受到当时的“正常化”过程影响）这使得兹德内克·齐格勒成为捷克最优秀的电影海报作者之一。
作为一个布拉格捷克技术大学建筑学院的学生，他作为一个平面设计师和字体设计师开始他的职业生涯。在60年代初他最早开始创作广告，然后开始书籍设计以及电影海报设计。齐格勒在1962年创作了他的第一部电影海报《Křik》（哭），1962年以后，他的作品还包括书籍设计和平面设计。他设计数以百计的书籍和丛书。作为一位书籍设计师，他一方面用纯文字排版方式，另一方面他视书籍封面为一个空间并以充满蒙太奇拼贴画的表现手法表现。他的海报多采用后一表现手法。
齐格勒还设计了大量的邮票，同时也是捷克邮政的邮票平面设计委员会的成员。

## 荣誉
齐格勒多次荣获国家最美的书设计奖金奖，多项国际书籍设计奖项，其中包括：德国莱比锡「世界最美的书」奖，1978年美国芝加哥国际电影节大奖--金雨果奖、最佳海报奖等。他的作品在国际著名设计展中展出，他的字体作品在很多著名杂志上发表，如日本的Idea、Graphis、Typografia、Font、TypoDesignClub 等。在1990年以后，齐格勒为Za branou剧院、布拉格国家剧院、布拉格国家美术馆、布拉格装饰艺术博物馆、布拉格的犹太博物馆（标识），布拉格美术博物馆（企业形象）等重要机构设计。